# Joško Gvardiol
Joško Gvardiol (phát âm tiếng Serbia-Croatia: [jôʃko ɡʋârdioːl]; sinh ngày 23 tháng 1 năm 2002) là một cầu thủ bóng đá chuyên nghiệp người Croatia hiện đang thi đấu cho câu lạc bộ Premier League Manchester City và đội tuyển bóng đá quốc gia Croatia ở vị trí trung vệ hoặc hậu vệ trái.

## Sự nghiệp câu lạc bộ
Gvardiol sinh tại thủ đô Zagreb, nhưng quê gốc ở Novigrad, nơi bố Tihomir từng chơi bóng nghiệp dư.

## Sự nghiệp đội tuyển quốc gia
Ngày 17 tháng 5 năm 2021, Gvardiol cùng một lúc vừa được triệu tập vào đội tuyển U-21 Croatia tham gia vòng đấu loại trực tiếp Giải vô địch bóng đá U-21 châu Âu 2021, và cả đội hình 26 cầu thủ Đội tuyển bóng đá quốc gia Croatia của huấn luyện viên Zlatko Dalić tham dự Euro 2020.

### World Cup 2022
Ngày 9 tháng 11 năm 2022, Gvardiol có tên trong danh sách 26 cầu thủ Croatia tham dự World Cup 2022 tại Qatar. Ngày 23 tháng 11, anh có lần đầu được ra sân tại sân chơi World Cup và giúp Croatia giữ sạch lưới trong trận mở màn bảng F hòa Maroc 0-0.
Tính đến sau trận đấu tứ kết với Brasil, Gvardiol đứng đầu World Cup 2022 về số lần phá bóng giải nguy là 32 lần. Là trung vệ, nhưng anh cũng đứng thứ sáu về đường chuyền xuyên tuyến, với 53 lần thực hiện.
Ngày 17 tháng 12, trong trận tranh hạng ba gặp lại đối thủ tại vòng bảng Maroc, Gvardiol là người mở tỉ số trận đấu ở phút thứ 7 với pha đánh đầu về góc xa hạ gục thủ môn Yassine Bounou sau pha dàn xếp đá phạt của đội tuyển Croatia. Ở tuổi 20, 10 tháng và 24 ngày, anh trở thành cầu thủ Croatia trẻ nhất ghi bàn tại một giải đấu lớn, vượt qua kỷ lục cũ đã tồn tại 20 năm của Ivica Olić. Chung cuộc Croatia giành chiến thắng 2–1 để giành vị trí thứ ba chung cuộc (lần thứ ba Croatia vào top 3 World Cup, sau năm 1998 và 2018) và cá nhân Gvardiol giành giải thưởng cầu thủ xuất sắc nhất trận đấu.

## Thống kê sự nghiệp

### Quốc tế
Tính đến ngày 26 tháng 3 năm 2024
| Đội tuyển quốc gia | Năm       | Trận | Bàn |
| ------------------ | --------- | ---- | --- |
| Croatia            | 2021      | 9    | 1   |
| Croatia            | 2022      | 10   | 1   |
| Croatia            | 2023      | 8    | 0   |
| Croatia            | 2024      | 2    | 0   |
| Tổng cộng          | Tổng cộng | 29   | 2   |

Bàn thắng và kết quả của Croatia được để trước.
| # | Ngày                 | Địa điểm                                       | Số trận | Đối thủ | Bàn thắng | Kết quả | Giải đấu                      |
| - | -------------------- | ---------------------------------------------- | ------- | ------- | --------- | ------- | ----------------------------- |
| 1 | 8 tháng 10 năm 2021  | AEK Arena – Georgios Karapatakis, Larnaca, Síp | 6       | Síp     | 2–0       | 3–0     | Vòng loại FIFA World Cup 2022 |
| 2 | 17 tháng 12 năm 2022 | Sân vận động quốc tế Khalifa, Al Rayyan, Qatar | 6       | Maroc   | 1–0       | 2–1     | FIFA World Cup 2022           |

## Danh hiệu
Dinamo Zagreb
- Prva HNL: 2019–20, 2020–21
- Croatian Cup: 2020–21
- Croatian Super Cup: 2019

RB Leipzig
- DFB-Pokal: 2021–22, 2022–23

Manchester City
- Premier League: 2023–24
- FA Community Shield: 2024
- UEFA Super Cup: 2023
- FIFA Club World Cup: 2023

Croatia
- Hạng ba FIFA World Cup: 2022